# Оружане снаге Сиријске Арапске Републике
Оружане снаге Сиријске Арапске Републике (арап. القوات المسلحة العربية السورية‎; изг. Куат ел Мусалаха ел Арабиа ас Сурија; скраћено: ОС САР) су оружана сила Сиријске Арапске Републике. Састоје се од Сиријске арапске армије (копнена војска), Ратног ваздухопловства Сирије, Ратне морнарице Сирије, Противваздушне одбране Сирије и других паравојних јединица под контролом Владе Сирије (нпр. Снага националне одбране, енг. National Defence Forces). Према важећем Уставу Сиријске Арапске Републике „Оружане снаге и друге одбрамбене организације су одговорне за одбрану територије домовине и за одбрану револуционарних циљева јединства, слободе и социјализма“ (Члан 11. Устава САР). Врховни командант ОС САР је председник Сиријске Арапске Републике (Члан 103. Устава САР).

## Историја
Зачеци сиријске војске сежу до 1919. године, када су Французи формирали Специјалне трупе Леванта као део војске Леванта. Ове трупе коришћене су првенствено као помоћне снаге француским снагама, а сви њихови виши официри били су етнички Французи.
Накос стицања независности Сирије 1946. године, сиријска војска је формирана из сиријских трупа војске Леванта. Први војни конфликт у којем је сиријска војска узела учешћа био је Арапско-израелски рат 1948. године. До овог рата, сиријска војске се састојала од две бригаде, два пешадијска батаљона и једног оклопног батаљона, све укупно 12.000 војника.
Између 1948. и 1967. године, серија војних удара у земљи наштетила је стабилности владе и професионализму унутар војске. До 1967, војска се састојала од око 70.000 припадника војног особља, око 550 тенкова и јуришних пушака и остало, те 16 бригада (дванаест пешадијских, две оклопне и две механизоване).
Током Шестодневног рата 1967. године, Израел је извршио ефикасан напад на Голанску висораван, пробивши сиријске одбрамбене позиције. Тих је година сиријска војска помагала акције Палестинске ослободилачке организације.
После 1970. године, сиријска војска учествовала је у следећим конфликтима:
- Јомкипурски рат, против Израела[9]
- Либански грађански рат, против либанске милиције, ПЛО-а и Израела
- Либански рат, против Израела
- Заливски рат, против Ирака
- Грађански рат у Сирији

## Грађански рат у Сирији
Након избијања немира и оружаног устанка од 2011. године, сиријска војска се ангажује у сузбијању оружане побуне против званичне владе. Током сукоба, неки војници и официри, који су одбијали да нападају цивиле, дезертирали су из војске. Према разиличитим проценама, број дезертера варира од 1.000 до 10.000. Део дезертера учествовао је у организовању или се придружио снагама Слободне сиријске армије.